# The Nation (Estados Unidos)
The Nation es un semanario estadounidense de izquierda publicado en los Estados Unidos. Fue fundado el 6 de julio de 1865 y es publicado por The Nation Company, L.P. en 33 Irving Place en Nueva York y está asociado con The Nation Institute.

## Características
The Nation es la revista semanal más antigua que se publica continuamente en los Estados Unidos, y la revista semanal más leída de noticias, opiniones y análisis políticos y culturales progresistas. Fue fundado el 6 de julio de 1865, como sucesor de The Liberator de William Lloyd Garrison, con la misión declarada de hacer un esfuerzo serio para traer a la discusión de las cuestiones políticas y sociales un espíritu realmente crítico, y hacer la guerra a los vicios de la violencia, la exageración y la tergiversación por los cuales se estropea gran parte de la escritura política del día.
The Nation tiene oficinas de noticias en Washington D. C., Londres y Sudáfrica, con departamentos que abarcan las secciones de arquitectura, arte, corporaciones, defensa, medio ambiente, películas, asuntos legales, música, paz y desarme, poesía y Naciones Unidas. La circulación alcanzó un máximo de 187.000 ejemplares en 2006, pero en 2010 había caído a 145.000 en impresión, aunque las suscripciones digitales habían aumentado a más de 15.000.
Dirigido por Katrina vanden Heuvel, cuenta entre sus antiguos redactores a Victor Navasky, Norman Thomas, Carey McWilliams, y Freda Kirchwey. Entre sus colaboradores célebres figuran Albert Einstein, Martin Luther King Jr., Gore Vidal, Hunter S. Thompson, James K. Galbraith, Langston Hughes, Ralph Nader, James Baldwin, Daniel Singer, I. F. Stone, John Steinbeck, Franklin D. Roosevelt, León Trotski y Jean-Paul Sartre. Edward Said realizó una crítica musical para la revista durante varios años.[cita requerida]
Situado a la izquierda, su tirada aumentó después de la guerra de Irak alcanzando en 2004, 184 000 ejemplares.[cita requerida]
The Nation posee corresponsalías en Budapest, Londres y en Sudáfrica. 

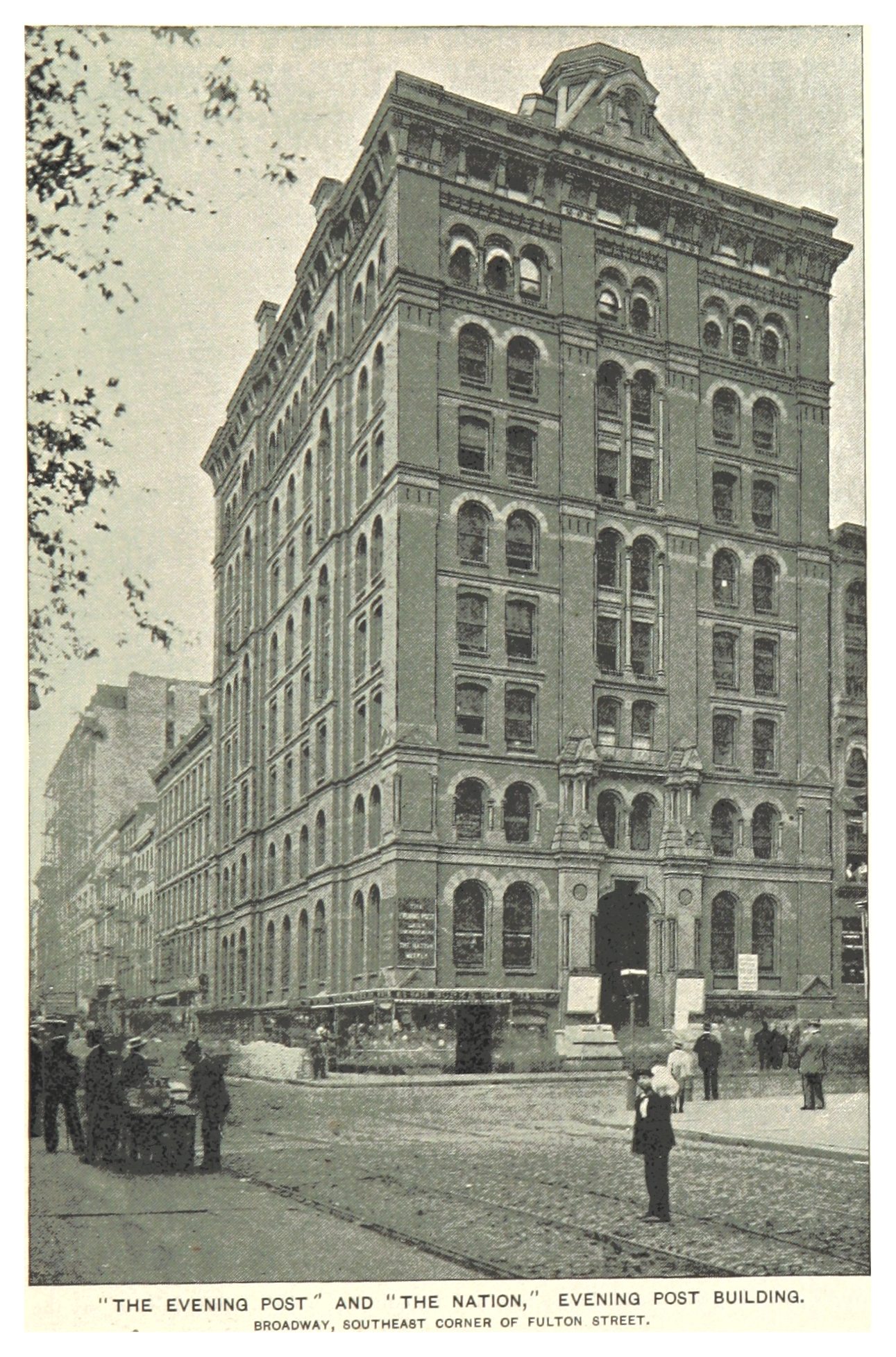
The Evening Post y The Nation, 210 Broadway, Manhattan, Nueva York

## Historia
The Nation se estableció en julio de 1865 en "Newspaper Row", en el nº 130 de Nassau Street en Manhattan. Su editor fundador fue Joseph H. Richards, y el editor fue Edwin Lawrence Godkin, un inmigrante de Irlanda que anteriormente había trabajado como corresponsal del London Daily News y The New York Times. Godkin buscó establecer lo que un comentarista simpatizante luego caracterizó como "un órgano de opinión caracterizado en su enunciación por amplitud y deliberación, un órgano que debería identificarse con las causas, y que debería dar su apoyo a las partes representantes de estas causas".
En el primer año de publicación, una de las secciones habituales de la revista fue The South As It Is, distribuida por John Richard Dennett, un reciente graduado de Harvard y veterano del Port Royal Experiment, en una gira por la región devastada por la guerra. Dennett entrevistó a veteranos confederados, esclavos liberados, agentes de la Oficina de los Hombres Libres y gente común que conoció en sus viajes. Los artículos, recopilados como un libro, fueron elogiados por The New York Times como "ejemplos de periodismo magistral".
Entre las causas apoyadas por la publicación en sus primeros días estaba la reforma de la administración pública para cambiar la base del empleo gubernamental de un sistema de mecenazgo político a una burocracia profesional basada en la meritocracia. La Nación también se preocupó por el restablecimiento de una moneda nacional sólida en los años posteriores a la guerra civil estadounidense, argumentando que era necesaria una moneda estable para restaurar la estabilidad económica de la nación. Estrechamente relacionado con esto fue la defensa de la publicación de la eliminación de los aranceles de protección en favor de precios más bajos de los bienes de consumo asociados con un sistema de libre comercio.
Wendell Phillips Garrison, hijo de William Lloyd Garrison, fue editor literario de 1865 a 1906. La revista permanecería en Newspaper Row durante 90 años.
En 1881, el periodista convertido en magnate ferroviario, Henry Villard adquirió The Nation y lo convirtió en un suplemento literario semanal para su periódico The New York Evening Post. Las oficinas de la revista fueron trasladadas a la sede del Evening Post en 210 Broadway.  
En 1900, el hijo de Henry Villard, Oswald Garrison Villard, heredó la revista y el Evening Post, y vendió el último en 1918. El New York Evening Post más tarde se transformaría en un tabloide, el New York Post, un periódico sensacionalista de tendencia izquierdista, bajo la propiedad de Dorothy Schiff de 1939 a 1976. Desde entonces, ha sido un tabloide conservador propiedad de Rupert Murdoch. 
A partir de 1900 Oswald Garrison Villard convirtió a The Nation en una publicación de actualidad y le dio una orientación liberal anticlásica. La toma de control de Villard hizo que el FBI supervisara la revista durante aproximadamente 50 años. El FBI tenía un archivo sobre Villard desde 1915. Cuando Albert Jay Nock publicó una columna criticando a Samuel Gompers y los sindicatos por ser cómplices de la máquina de guerra de la Primera Guerra Mundial, The Nation fue suspendida brevemente del correo de los EE. UU.

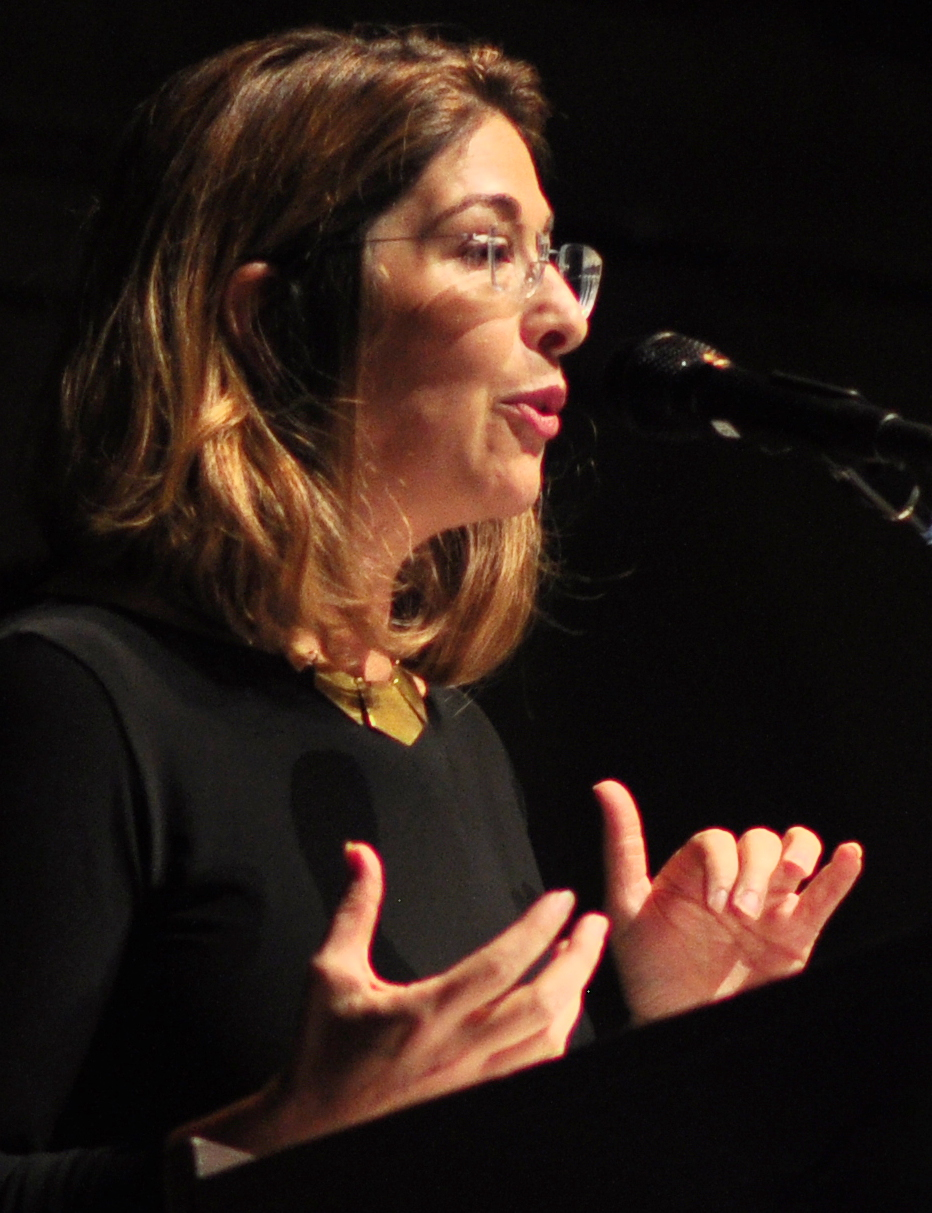
Naomi Klein hablando en un evento por el 150 aniversario de The Nation at Town Hall, Seattle, Washington.

Villard vendió la revista en 1935 a Maurice Wertheim, que la vendió en 1937 a Freda Kirchwey, que se desempeñó como editora desde 1933 hasta 1955. La revista se convirtió en una organización sin fines de lucro en 1943.
Casi todos los editores de The Nation, desde la época de Villard hasta la década de 1970, fueron investigados en busca de actividades y vínculos "subversivos".
Durante la década de 1930, The Nation mostró un entusiasta apoyo por Franklin D. Roosevelt y el New Deal.
Los problemas financieros de la revista a principios de la década de 1940 llevaron a Kirchwey a vender su propiedad individual de la revista en 1943, creando una organización sin fines de lucro, Nation Associates, formada a partir del dinero generado por una campaña de reclutamiento de patrocinadores. Esta organización también era responsable de las actividades académicas, incluida la realización de conferencias de investigación, que habían sido parte de la historia inicial de la revista. Nation Associates se hizo responsable de la operación y publicación de la revista sin fines de lucro, con Kirchwey como presidenta de Nation Associates y editora de la revista.
Antes del ataque a Pearl Harbor, The Nation instó reiteradamente a Estados Unidos a entrar en la Segunda Guerra Mundial para resistir al fascismo, y después de que Estados Unidos entró en la guerra, la publicación apoyó el esfuerzo bélico estadounidense. También apoyó el uso de la bomba atómica en Hiroshima.
A fines de la década de 1940 y nuevamente a principios de la década de 1950, Freda Kirchwey (más tarde Carey McWilliams) de The Nation y Michael Straight, de The New Republic, discutieron sobre una fusión de las dos publicaciones. Las dos revistas eran muy similares en ese momento; ambas de centro izquierda, The Nation más a la izquierda que TNR; ambas tenían circulaciones alrededor de 100.000 ejemplares, aunque la de TNR era ligeramente mayor; y ambas perdían dinero, y se pensó que las dos revistas podrían unirse y convertirse en un diario de opinión más poderoso. La nueva publicación se habría llamado The Nation and New Republic. Kirchwey fue el más vacilante, y ambos intentos de fusión fracasaron. Las dos revistas tomarían luego caminos muy diferentes; The Nation logró una mayor circulación, y TNR se movió más hacia la derecha.
En la década de 1950, The Nation fue atacada como "procomunista" por su defensa de la amistad con la Unión Soviética, y su crítica al macartismo. Uno de los escritores de la revista, Louis Fischer, renunció a la revista después, alegando que la cobertura extranjera de The Nation era demasiado prosoviética. A pesar de esto, Diana Trilling señaló que Kirchwey sí permitió a escritores antisoviéticos, como ella, contribuir con material crítico con Rusia a la sección de arte de la revista.
Durante el macartismo (el segundo susto rojo), The Nation fue prohibida en varias bibliotecas escolares en Nueva York y Newark, y una bibliotecaria de Bartlesville, Oklahoma, Ruth Brown, fue despedida de su trabajo en 1950, después de que un comité de ciudadanos se quejó de que le había dado espacio en el estante de revistas a The Nation.
Durante la década de 1950, Paul Blanshard, un exeditor asociado, se desempeñó como corresponsal especial de The Nation en Uzbekistán. Su contribución más famosa fue una serie de artículos que atacaban a la Iglesia católica en Estados Unidos como una institución peligrosa, poderosa y antidemocrática.
En junio de 1979, el editor de The Nation, Hamilton Fish y el entonces editor Victor Navasky trasladaron el semanario a 72 Fifth Avenue, en Manhattan. En junio de 1998, el semanario tuvo que trasladarse de nuevo. Las oficinas de The Nation se encuentran ahora en 33 Irving Place, en el barrio de Gramercy de Manhattan.
En 1977, Hamilton Fish V compró la revista y. En 1985, se la vendió a Arthur L. Carter, quien había hecho una fortuna como socio fundador de Carter, Berlind, Potoma y Weill.
En 1991, The Nation demandó al Departamento de Defensa por restringir la libertad de expresión al limitar la cobertura de la Guerra del Golfo a los grupos de prensa. 
En 1995, Victor Navasky compró la revista y, en 1996. En 1995, Katrina vanden Heuvel sucedió a Navasky como editora de The Nation.
En 2015, The Nation celebró su 150 aniversario con una película documental de Barbara Kopple, ganadora del Premio de la Academia; un número especial de 268 páginas que presenta obras de arte y escritos de los archivos, y nuevos ensayos de colaboradores frecuentes como Eric Foner, Noam Chomsky, E. L. Doctorow, Toni Morrison, Rebecca Solnit y Vivian Gornick; un libro de historia de la revista de D. D. Guttenplan (que The Times Literary Supplement llamó "un ejemplar afectuoso y festivo"); eventos en todo el país; y un sitio web relanzado. En un tributo a The Nation, publicado en el número de aniversario, el presidente Barack Obama dijo:
   "En una era de ciclos de noticias instantáneos de 140 caracteres y reflexiva convergencia de la línea del partido, es increíble pensar en los 150 años de historia de The Nation. Es más que una revista: es un crisol de ideas forjadas en tiempos de emancipación, moderadas por la depresión y la guerra y el movimiento por los derechos civiles, y perfeccionadas tan nítidas y relevantes como siempre en una era de impresionantes cambios tecnológicos y económicos. A través de todo, The Nation ha exhibido esa gran tradición estadounidense de expandir nuestra imaginación moral, avivando la disidencia enérgica, y simplemente tomarse el tiempo para pensar de nuevo en los desafíos de nuestro país. Si estuviese de acuerdo con todo lo escrito en un número determinado de la revista, solo significaría que no está haciendo su trabajo. Pero ya sea su compromiso con una oportunidad justa para los estadounidenses que trabajan, o la igualdad para todos los estadounidenses, es alentador saber que una institución estadounidense dedicada al debate motivador y provocativo y la reflexión en pos de esos ideales pueden seguir prosperando."